# Ferdinand Keller (Fußballspieler)
Ferdinand Keller (* 30. Juli 1946 in München; † 11. Dezember 2023 in Schlagenhofen) war ein deutscher Fußballspieler. Er spielte als Stürmer in der Fußball-Bundesliga bei den Vereinen TSV 1860 München, Hannover 96 und dem Hamburger SV. In 125 Ligaspielen erzielte der Angreifer 57 Tore in der 1. Bundesliga, in 82 Spielen in der 2. Bundesliga 52 Tore und zusätzlich in der zweitklassigen Fußball-Regionalliga Süd in 66 Einsätzen 48 Tore. Der einmalige Fußballnationalspieler hat mit dem Hamburger SV im Jahr 1977 den Europacup der Pokalsieger gewonnen.

## Laufbahn

### Vereine
Keller begann seine Karriere beim Münchner Vorortverein TSG Pasing. Der gelernte Bäcker ging seinem Beruf in der elterlichen Bäckerei nach und fabrizierte sonntags Tore für die TSG. In der Saison 1968/69 erreichte der Torjäger in der Landesliga Süd mit dem Torverhältnis von 106:47 Toren mit Pasing die Vizemeisterschaft und nahm zur Saison 1969/70 das Angebot des Bundesligameisters des Jahres 1966, des TSV 1860 München, an und wechselte in die Fußball-Bundesliga. Der nur 1,67 m große und 65 kg schwere Mittelstürmer kam aber in der Absturzphase zu den „Löwen“. Personell war nicht mehr viel übrig aus dem Meisterschaftsjahr und Trainer Fritz Langner war gänzlich ungeeignet in jenen Tagen des gesellschaftlichen Aufbruchs, zumal der Kader nach diversen Ausverkäufen von jungen und modern denkenden Spielern nur so strotzte. Der vormalige Amateur aus Pasing debütierte am Rundenstarttag, den 16. August 1969, bei einem 0:0 bei Alemannia Aachen in der Bundesliga. Petar Radenković, Manfred Wagner, Rudolf Zeiser und die reaktivierten Wilfried Kohlars und Alfred Heiß aus den alten Meistertagen versuchten mit Torjäger Klaus Fischer (19 Tore) und dem hochtalentierten Neuzugang Horst Blankenburg den Absturz in die Zweitklassigkeit erfolglos zu verhindern. Auch der Trainerwechsel im November 1968 hin zu Franz Binder brachte nicht mehr die Wende. Keller lief in seinem ersten Profijahr in 24 Ligaspielen auf und erzielte zwei Tore.
Nach dem Abstieg der Löwen in die Regionalliga Süd wechselte er 1970 zu Hannover 96. Der 13. des Vorjahres verpflichtete zur Saison 1970/71 neben Keller noch Horst Berg, Rudolf Nafziger, Hans-Joachim Weller, Horst Bertl und Willi Reimann und hoffte auf der Trainerbank mit dem Braunschweiger Meistertrainer Helmuth Johannsen das große Los gezogen zu haben. „Ferdl“ Keller explodierte geradezu in Hannover; in 30 Ligaspielen erzielte er 19 Treffer für die Niedersachsen und führte damit klar vor Bertl mit zehn Treffern die interne Torschützenliste an. 96 belegte mit 33:35 Punkten den 9. Rang und der Weggang von München hatte sich für Keller ausgezahlt. Er gehörte jetzt zu den torgefährlichsten Angreifern der Bundesliga. In seinem zweiten Jahr bei den „Roten“, 1971/72, steigerte er sich auf 20 Treffer und belegte damit in der Bundesligatorschützenliste hinter Rekordtorjäger Gerd Müller (40 Tore), Klaus Fischer und Hans Walitza mit je 22 Treffern den 4. Rang. Hannover 96 konnte aber in der Bundesliga-Skandalrunde mit dem 16. Rang nur knapp den Klassenerhalt realisieren und Keller zog es wieder in seine Heimatstadt München zurück. Für die Niedersachsen hatte er in zwei Jahren in 61 Bundesligaspielen 39 Tore erzielt. Beeindruckend war insbesondere seine Partnerschaft mit dem Mittelfelddirigenten Hans-Joachim „Hanjo“ Weller: Weller bereitete vor, Keller vollstreckte. In Hannover schwärmte die Presse: „Jupp Heynckes ist zwar in Mönchengladbach wieder zum Nationalspieler geworden, für Hannover 96 aber ist der untersetzte Münchner weitaus wertvoller. Er verkörpert den Typ des Reißers, der den geraden Weg zum Tor sucht und selbigen auch findet.“
1972 wechselte er, zusammen mit Weller, für eine damals sehr ansehnliche Gesamtablösesumme von 550.000 DM zurück zum TSV 1860 in die Regionalliga Süd. Beide hatten auch Angebote von Bundesligavereinen, doch der sich nach dem Wiederaufstieg sehnende TSV 1860  konnte bei diesem Transfer auf die Unterstützung von Mäzenen setzen. In der Saison 1972/73 wurde er mit 26 Treffern Torschützenkönig der Südstaffel. Mit zwei 3. Plätzen 1973 und 1974, der Angreifer hatte dazu 48 Tore beigesteuert, qualifizierte sich Keller mit den Löwen zur Saison 1974/75 für die neue geschaffene 2. Bundesliga Süd. In seinen vier Jahren bei 1860 erzielte er 93 Tore in 126 Partien.
1976 wechselte Keller für 300.000 DM sowie ein Ablösespiel zum Hamburger SV, mit dem er 1977 seinen größten Erfolg, den Gewinn des Europapokals der Pokalsieger, feierte. In der Europapokal-Saison 1977/78 wurde er mit sechs Treffern gemeinsam mit zwei weiteren Spielern Torschützenkönig des Pokalwettbewerbs. Danach ließ er seine Karriere in der 2. Bundesliga bei Borussia Neunkirchen ausklingen.
Im Spielerlexikon ist zu Keller notiert: „Klassischer Mittelstürmer, Torjäger und Strafraumspieler; Typ wie Klaus Fischer, Gerd Müller und Wolfgang Frank. Er war nicht besonders groß, wusste aber wo der Ball auftauchen würde, wie er laufen müsste, um mit schneller Drehung oder guter Kopfballtechnik zu treffen.“

### Nationalmannschaft
In der Rückrunde der ersten Saison der neu eingeführten 2. Bundesliga, 1974/75, im Jahr nach der Fußballweltmeisterschaft 1974 und dem Rücktritt von Torjäger Gerd Müller aus der Nationalmannschaft, wurde der Mittelstürmer von 1860 München von Bundestrainer Helmut Schön im März 1975 erstmals in die B-Nationalmannschaft des DFB berufen. In Dublin verlor die Auswahl das Länderspiel mit 0:1 gegen Irland A und Keller hatte sich an der Seite der Mitangreifer Seppl Pirrung, Wolfgang Seel, Dieter Müller und Bernd Nickel auf Linksaußen nicht als Torschütze auszeichnen können. Zu Beginn der Hinrunde 1975/76 wurde der torgefährliche Angreifer aus der 2. Bundesliga zu seinem zweiten B-Länderspiel durch den DFB berufen. Der Verband führte einen Doppelspieltag gegen die Vertretungen von Österreich durch: Am 2. September traten die B-Teams in Augsburg aufeinander, einen Tag später, am 3. September, stand das Länderspiel der A-Nationalteams auf dem Programm. Zum 2:0-Erfolg der deutschen B-Elf in Augsburg steuerte der Sechziger-Angreifer einen Treffer bei und überzeugte an der Seite von Karl-Heinz Rummenigge, Caspar Memering, Bernd Nickel und Ronald Worm den Bundestrainer so nachdrücklich, dass der den Münchner nach Wien nachkommen ließ.
Am 3. September 1975 spielte er dann schließlich auch 20 Minuten beim 2:0 gegen Österreich in Wien. Er wurde in der 72. Minute für den Mönchengladbacher Herbert Wimmer eingewechselt und debütierte ebenso wie Manfred Kaltz, Bernd Gersdorff und Uli Stielike in der A-Nationalmannschaft.

### Nach der Karriere
Keller lebte später als selbständiger Kaufmann in München und hielt sich zuweilen in Istrien auf, wo er beruflich tätig war. Während der Winterzeit lebte er in seiner Gästehausanlage (Villa Andrea) im südafrikanischen Kapstadt.

## Persönliches
Seit August 1966 war er mit Mathilde Maria Keller (geborene Kindsmüller) verheiratet. Im selben Jahr wurde die gemeinsame Tochter geboren.
Keller verstarb im Dezember 2023 in Schlagenhofen im Alter von 77 Jahren.

## Vereinsübersicht
- TSG Pasing (1965–1969)
- TSV 1860 München (1969–1970)
- Hannover 96 (1970–1972)
- TSV 1860 München (1972–1976)
- Hamburger SV (1976–1978)
- Borussia Neunkirchen (1978–1979)

## Erfolge
- Pokal der Pokalsieger 1977 mit dem HSV

- Torschützenkönig des Europapokals der Pokalsieger: 1977/78 (6 Tore)
- Torschützenkönig von Hannover 96 in der Saison 1970/71 (19 Tore)
- Torschützenkönig von Hannover 96 in der Saison 1971/72 (20 Tore)
- Torschützenkönig des Hamburger SV in der Saison 1977/78 (14 Tore)